# Peer Gynt (Automarke)
Der Peer Gynt war ein deutscher Kleinwagen, der nur 1925 in Berlin gebaut wurde. Hersteller war die Dickmann AG.
Dem Antrieb diente ein Einzylinder-Zweitaktmotor.